# Canton de Vigy
Le canton de Vigy est une ancienne division administrative française qui était située dans le département de la Moselle et la région Lorraine.

## Géographie
Ce canton était organisé autour de Vigy et situé dans l'arrondissement de Metz-Campagne jusqu'au 31 décembre 2014 (Ex "pays messin" donc proche de Metz). Son altitude variait de 154m (Ay-sur-Moselle) à 353m (Saint-Hubert) pour une altitude moyenne de 232 m.

### Climat
- Les conditions climatiques générales du canton de Vigy se relèvent du climat océanique dégradé à tendance continentale.
- Les précipitations se caractérisait en moyennes variant de 700 à 800 mm.
- le pays messin est sensible à la formation de congères.

## Histoire
- Crée le 22 octobre 1801.
- Inondations exceptionnelle[1]
- Décroissance de la population[2]

## Représentation

### Conseillers généraux de 1833 à 2015
| Période | Période      | Identité                                   | Étiquette                                  | Qualité |
| ------- | ------------ | ------------------------------------------ | ------------------------------------------ | --- |
| 1833    | 1836         | Louis Philippe Crosse (1789-1858)          |                                            | Propriétaire à Cheuby |
| 1836    | 1865 (décès) | Nicolas Hippolyte Dauphin                  |                                            | Notaire, maire de Vigy, conseiller d'arrondissement                                                                                                  |
| 1865    | 1871         | Charles Alexis Dauphin (fils du précédent) |                                            | Propriétaire, rentier à Vigy |
| 1871    | 1919         | Annexion allemande                         |                                            | |
| 1919    | 1928         | Christophe Choumert                        | URL                                        | Agriculteur à Glatigny |
| 1928    | 1935 (décès) | Georges Haushalter                         | URD                                        | Agriculteur à Vigy |
| 1935    | 1940         | Louis Forfert                              | URD                                        | Agriculteur - Maire de Flévy |
| 1940    | 1944         | Annexion allemande                         |                                            | |
| 1945    | 1951         | Robert Pignard (1898-1986)                 | DVD                                        | Chef de la section agricole à La Reconstruction, Vigy                                                                                                |
| 1951    | 1976         | Paul Vincent (1912-1994)                   | RI                                         | Vétérinaire Maire de Vigy (1969-1983) |
| 1976    | 2015         | Jean Louis Masson                          | DVD puis RPR puis Démocratie et république | Ingénieur en chef des Mines Sénateur (2001-2023) Conseiller municipal de Nouilly Ancien député (1978-1997) Elu en 2015 dans le Canton du Pays messin |

### Conseillers d'arrondissement (de 1833 à 1940)
| Période                                  | Période | Identité                          | Étiquette     | Qualité |
| ---------------------------------------- | ------- | --------------------------------- | ------------- | --- |
| 1833                                     | 1836    | Nicolas Hippolyte Dauphin         |               | Notaire à Vigy                                                                                              |
| 1836                                     | 1845    | M. Saget                          |               | Propriétaire à Charly                                                                                       |
| 1845                                     | 1848    | Louis Pierre Antoine Auburtin     |               | Maire de Charly                                                                                             |
|                                          |         |                                   |               | |
| 1848                                     |         | Comte Camille Espagne (1800-1882) | Républicain   | Juge de paix, propriétaire du château de Gras à Sainte-Barbe                                                |
|                                          |         |                                   |               | |
| 1919                                     | 1940    | Charles Pelte (1887-1962)         | Front lorrain | Agriculteur, maire d'Ay-sur-Moselle                                                                         |
| 1940                                     |         |                                   |               | Les conseils d'arrondissement ont été suspendus par la loi du 12 octobre 1940 et n'ont jamais été réactivés |
| Les données manquantes sont à compléter. |         |                                   |               | |

## Composition
Le canton de Vigy groupe 23 communes et compte 15 238 habitants (recensement de 2011 sans doubles comptes).
| Communes                  | Population (2012) | Code postal | Code Insee |
| ------------------------- | ----------------- | ----------- | ---------- |
| Antilly                   | 127               | 57640       | 57024      |
| Argancy                   | 1 299             | 57640       | 57028      |
| Ay-sur-Moselle            | 1 519             | 57300       | 57043      |
| Burtoncourt               | 207               | 57220       | 57121      |
| Chailly-lès-Ennery        | 337               | 57365       | 57125      |
| Charleville-sous-Bois     | 252               | 57220       | 57128      |
| Charly-Oradour            | 670               | 57640       | 57129      |
| Ennery                    | 1 823             | 57365       | 57193      |
| Les Étangs                | 407               | 57530       | 57200      |
| Failly-Vrémy              | 559               | 57640       | 57204      |
| Flévy                     | 571               | 57365       | 57219      |
| Glatigny                  | 272               | 57530       | 57249      |
| Hayes                     | 243               | 57530       | 57307      |
| Malroy                    | 384               | 57640       | 57438      |
| Noisseville               | 1 017             | 57645       | 57510      |
| Nouilly                   | 509               | 57645       | 57512      |
| Sainte-Barbe              | 731               | 57640       | 57607      |
| Saint-Hubert              | 210               | 57640       | 57612      |
| Sanry-lès-Vigy            | 521               | 57640       | 57626      |
| Servigny-lès-Sainte-Barbe | 440               | 57640       | 57649      |
| Trémery                   | 1 083             | 57300       | 57677      |
| Vigy                      | 1 512             | 57640       | 57716      |
| Vry                       | 545               | 57640       | 57736      |

## Démographie
| 1962  | 1968  | 1975  | 1982   | 1990   | 1999   | 2011   |
| ----- | ----- | ----- | ------ | ------ | ------ | ------ |
| 6 281 | 7 616 | 9 631 | 11 506 | 12 498 | 13 903 | 15 238 |

## Espaces naturels
- Paysage

Une partie du canton se situe dans un secteur reconnu pour ses qualités paysagères (inscrit à l’inventaire des « Paysages Remarquables de Lorraine »). Une partie se situe dans le site inscrit de la  vallée de la Canner.
- Faune et flore

Zone d’Intérêt Communautaire pour les Oiseaux sauvages sur une partie de la commune de vigy (zone définie en fonction d'observation  Bazoncourt - Vigy) ZICO

- Forêt

### Hydrographie
- La Canner est une petite rivière française qui coule dans le département de la Moselle et passe sur le canton de Vigy

### Chemin de fer touristique de la vallée de la Canner

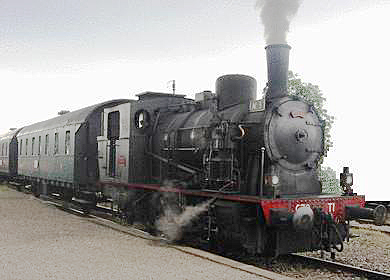
Locomotive Krupp en gare de Vigy

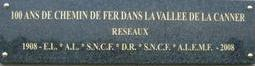
100 ans de chemin de fer dans la vallée de la Canner - Plaque commémorative en gare de Vigy

La gare de Vigy date de 1908. La ligne de chemin de fer Metz-Vigy-Anzeling a été inaugurée le 25 mars 1908 et le 1er avril 1908 fut mise en circulation régulière la première locomotive à vapeur.
Le tracé de la ligne est issu de l’un des deux tronçons d’itinéraires stratégiques qui reliaient Metz à Anzeling via Vigy et Bettelainville à Merzig via Waldwisse. La section est elle-même abandonnée par la SNCF le 26 septembre 1976. Conscient de l’intérêt touristique du site, le département de la Moselle acquiert dès 1978 la ligne qui est confiée à l’association A.L.E.M.F. en 1985, puis cédée en 1991.
C’est donc aujourd’hui une ligne de chemin de fer touristique de douze kilomètres qui relie Vigy et Hombourg-Budange, traversant la vallée de la Canner en passant par la forêt de Saint-Hubert. Elle fête ses cent ans le 24 mai 2008.
Les wagons de 3e et 4e classe sont classés monuments historiques.
Ouverture du 1er week-end d'avril au 1er dimanche d'octobre (locomotive à vapeur ou autorail « Picasso » en fonction des heures de départ),.

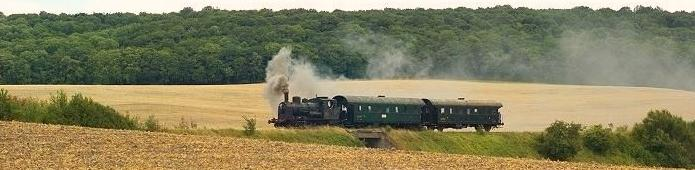
Chemin de fer touristique de la vallée de la Canner

## Économie
Zone Eurotransit (le premier pôle logistique de l’Est de la France), avec GAROLOR géré par la Chambre de commerce et d'industrie de la Moselle.

## Autre
Platt (langue régionale) 

## Transports
- Horaire de transport en bus

## Frontière linguistique

Frontière linguistique mosellane en 1630.

La frontière linguistique et culturelle en Moselle ne correspond nullement à une frontière politique. Le canton de Vigy est basé sur cette frontière. Cette frontière passait sur le Nord du ban de Vigy jusqu'à la guerre de Trente Ans.
D'autre part, il y a dévalorisation de la frontière politique au profit d’«une zone tampon» ou bien d'une «frontière linguistique».
La « frontière linguistique » n’est donc pas le signe d’un affrontement entre des peuples de culture et de langue différentes, mais plutôt un espace de bilinguisme où ces cultures sont entrées dans un monde d'échange.

## Personnalités liées à ce canton
- Catherine Marsal, née le 20 janvier 1971 à Metz, coureuse cycliste française[17],[18]